# Tropidocyathus
Tropidocyathus is een geslacht van koralen uit de familie van de Turbinoliidae.

## Soorten
- Tropidocyathus labidus Cairns & Zibrowius, 1997
- Tropidocyathus lessonii (Michelin, 1842)